# Vanxains
Vanxains település Franciaországban, Dordogne megyében. Lakosainak száma 692 fő (2022. január 1.). Vanxains Comberanche-et-Épeluche, Bourg-du-Bost, Chassaignes, Ribérac, Saint-Martin-de-Ribérac, Siorac-de-Ribérac, La Jemaye-Ponteyraud, Saint Privat en Périgord, La Jemaye, Ponteyraud és Festalemps községekkel határos.

## Népesség
A település népessége az elmúlt években az alábbi módon változott:
| Lakosok száma | 641  | 591  | 665  | 763  | 702  | 704  | 700  | 690  | 690  | 692  |
|               | 1968 | 1982 | 1990 | 2006 | 2013 | 2015 | 2017 | 2019 | 2020 | 2022 |